# Bosliefje (stripreeks)
Bosliefje (originele titel: Tendre Violette) is een Belgische stripreeks, in eerste instantie getekend door Jean-Claude Servais naar scenario's van Gérard Dewamme. Na verloop van tijd nam Jean-Claude Servais ook de scenario's voor zijn rekening.

## Inhoud
Het hoofdpersonage is Violette, een jonge vrijgevochten vrouw die leeft van en midden in de bossen, een voorliefde heeft voor de drank en lak heeft aan opgelegde regels en verplichtingen. De verhalen zijn gesitueerd in de periode kort na de Eerste Wereldoorlog en spelen zich af in de Gaume, de streek waar Jean-Claude Servais zelf woont en die dikwijls direct herkenbaar wordt getekend. Fauna en flora worden overvloedig en zeer realistisch weergegeven en domineren bijwijlen de verhaallijn. 

## Publicatiegeschiedenis
De eerste verhalen in de reeks verschenen vanaf 1979 als striproman in zwart-witversie in het stripblad (À suivre). Vanaf 2000 werden deze verhalen heruitgebracht als albums in kleurendruk bij uitgeverij Casterman en verschenen er nog drie nieuwe albums.

## Albums
Tot nu toe verschenen zeven albums, waarvan de laatste twee, "De kinderen van de citadel", een dubbelalbum zijn.

### In zwart-wit
1. Tendre Violette, Casterman, coll. « Les Romans (A SUIVRE) », 1982. ISBN 2-203-33411-8
2. Malmaison, Casterman, coll. « Les Romans (A SUIVRE) », 1984. ISBN 2-203-33421-5
3. L'Alsacien, Casterman, coll. « Les Romans (A SUIVRE) », 1986. ISBN 2-203-33431-2

### In kleur
1. Julien, Casterman, 2000. Heruitgave in kleur van de eerste vijf hoofdstukken van de zwart/wit editie Tendre Violette. ISBN 2-203-38961-3
2. La Cochette, Casterman, 2000. Heruitgave in kleur van de laatste vijf hoofdstukken van de zwart/wit editie Tendre Violette. ISBN 2-203-38962-1
3. Malmaison, Casterman, 2001. Heruitgave in kleur. ISBN 2-203-38971-0
4. L'Alsacien, Casterman, 2002. Heruitgave in kleur. ISBN 2-203-38990-7
5. Lucye, Casterman, 2003. ISBN 2-203-39005-0
6. Les Enfants de la citadelle 1, Casterman, 2006. ISBN 2-203-36806-3
7. Les Enfants de la citadelle 2, Casterman, 2007. ISBN 2-203-00323-5